# Klaffer am Hochficht
Klaffer am Hochficht est une commune autrichienne du district de Rohrbach en Haute-Autriche.